# Llorenç Riber i Campins
Llorenç Riber i Campins (Campanet, Mallorca, 14 de setembre del 1881 - Campanet, Mallorca, 11 d'octubre del 1958) fou un poeta de l'Escola Mallorquina, Mestre en Gai Saber, articulista i traductor de clàssics tant al català com al castellà.

## Biografia
Va néixer al si d'una família modesta de procedència ciutadana. El 1892 inicià els seus estudis a l'Escolania de Lluc, i poc després ingressà al seminari de Mallorca, on aviat es dedicà a la poesia i va ser deixeble d'Antoni Maria Alcover.
L'any 1904 obtingué premis als Jocs Florals de Palma i de Barcelona.
El 1906 fundà la revista Mitjorn i participà en el Primer Congrés Internacional de la Llengua Catalana. Col·laborà en la revista Catalunya, capdavantera del Noucentisme. El 1910 fou proclamat Mestre en Gai Saber.
Visqué a Barcelona des del 1913 fins a l'esclat de la Guerra Civil. S'integrà dins els ambients noucentistes, i col·laborà en diferents publicacions periodístiques. Exercí una gran activitat de creació literària, en vers i en prosa, i de traducció dels clàssics llatins. El 1922 va guanyar el Premi Fastenrath per la seva obra Les Corones. I el 1924 el Premi Concepció Rabell per Els Sants de Catalunya.
Col·laborà a La Nostra Terra, publicà poesia i narració, i el 25 de juliol del 1928 fou proclamat Fill Il·lustre de Campanet.
El 1927 fou designat representant de Mallorca a la Real Academia de la Lengua Española. Des d'aquell moment augmentà les seves relacions amb Madrid, on s'establí d'una manera definitiva després de la guerra civil. Durant la guerra, Llorenç Riber impartí classes a l'Institut Ramon Llull de Palma, i es traslladà posteriorment a Madrid. A poc a poc s'anaren refredant les seves conviccions catalanistes i el 1935 començà a col·laborar a la revista dretana Acción Española. Després de la guerra, va fer nombroses traduccions en castellà i va escriure llibres de divulgació històrica en castellà.
El dia 6 de gener de 1953 es va fer pública la concessió de la Gran creu d'Alfons X el Savi, que li fou entregada pel ministre Joaquín Ruiz-Jiménez el 10 de març de 1953 en un acte multitudinari que es va celebrar a l'actual plaça Major de Campanet.

## Obra
El títol Poesies (1931) aplega la seva obra poètica, en els reculls A sol ixent, Les Corones i Al sol alt.
D'entre la seva producció narrativa, destaca La minyonia d'un infant orat (1935), considerada la millor aportació de Riber a la literatura catalana.
Les seves traduccions d'autors llatins al català inclouen l'Eneida (1917-1918) i Els IV llibres de les Geòrgiques de Virgili (1918).

### Obres presentades als Jocs Florals de Barcelona[3]
- Lliris del camp. (1909)
- La mort del Maig. (1910). Premi de la Viola d'or i d'argent.
- Cercant el Paradís perdut. (1920). Premi de la Copa Artística.
- Romanç de Catalunya infant. (1921)
- Proses puerils. (1921)